# HD 83520
HD 83520，又名CP-53 2646，SAO 237149、HR 3840，是一颗恒星，视星等为5.45，位于銀經276.56，銀緯-1.05，其B1900.0坐标为赤經9h 33m 51.8s，赤緯-53° -1.05′ 6″。